# Giana Alexandrowna Romanowa
Giana Alexandrowna Romanowa (russisch Гиана Александровна Романова, engl. Transkription Giana Romanova, geb. Tschernowa – Чернова – Chernova; * 10. März 1954 in Sjatry, Rajon Ziwilsk, Tschuwaschien) ist eine ehemalige sowjetische Leichtathletin. Die Mittel- und Langstreckenläuferin wurde 1978 Europameisterin im 1500-Meter-Lauf.
Romanowa gewann mit der sowjetischen Mannschaft 1976, 1977 und 1980 Gold bei den Crosslauf-Weltmeisterschaften, 1979 erhielt das Team Silber. In der Einzelwertung war Bronze 1977 ihr größter Erfolg, 1980 belegte sie den vierten Platz. Bei den Leichtathletik-Europameisterschaften 1978 in Prag belegte sie in 8:45,7 min den fünften Platz im 3000-Meter-Lauf. Fünf Tage später gewann sie das Finale über 1500 Meter in 3:59,01 min knapp vor der Rumänin Natalia Mărășescu. Bei sowjetischen Meisterschaften gewann Giana Romanowa zweimal: 1976 errang sie den Titel über 3000 Meter, 1979 war sie über 1500 Meter erfolgreich.
Giana Romanowa ist 1,60 m groß und wog zu Wettkampfzeiten 48 kg.

## Persönliche Bestzeiten
- 800 m: 2:00,6 min, 19. August 1978, Podolsk
- 1500 m: 3:59,01 min, 3. September 1978, Prag
- 3000 m: 8:41,8 min, 12. Juli 1980, Moskau